# Pegoplata henanensi
Pegoplata henanensi är en tvåvingeart som först beskrevs av Ge och Fan 1982.  Pegoplata henanensi ingår i släktet Pegoplata och familjen blomsterflugor. Inga underarter finns listade i Catalogue of Life.